# Mily Possoz

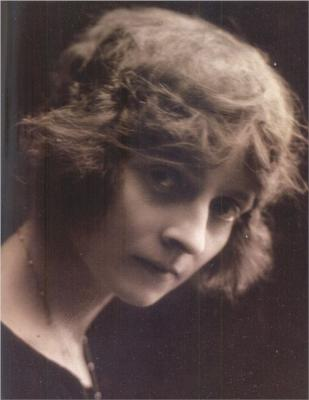
Mily Possoz, 1920er Jahre

Emília Possoz, allgemein bekannt unter ihrem Künstlernamen Mily Possoz (* 4. Dezember 1888 in Lissabon; † 17. Juni 1968 ebenda), war eine portugiesische Künstlerin belgischer Herkunft. Sie war eine der prominentesten Figuren der ersten Generation portugiesischer Maler der Moderne.

## Leben
Émilie Possoz wurde als Tochter von Henri Émile Possoz, einem ehemaligen Artillerieoffizier der belgischen Armee und Chemieingenieur, und Jeanne Anne Rosalie Leroy geboren. Beide waren belgische Bürger aus dem Großbürgertum, die in Antwerpen und Lüttich geboren wurden und sich 1888 in Portugal niederließen, als der Vater sich bereit erklärte, an der Industrieschule von Caldas da Rainha Chemie von Keramik zu unterrichten. Possoz und ihre Schwester Jeanne wurden in Caldas da Rainha registriert und getauft. Sie genossen eine gute künstlerische Ausbildung und besuchten die Deutsche Schule (Escola Alemã de Lisboa), als sich die Familie in Lissabon niederließ. Als Teil der kleinen belgischen Gemeinschaft in der portugiesischen Hauptstadt und in der Lissabonner Gesellschaft verkehrte seine Familie mit Künstlern, Intellektuellen und bekannten Persönlichkeiten wie Alfredo Roque Gameiro, José Vianna da Motta oder Alexandre Rey Colaço und seiner Tochter Alice.
Schon in jungen Jahren besuchte Mily das Atelier des Aquarellisten Enrique Casanova und der Malerin Emília dos Santos Braga. Ab 1905 setzte sie ihre künstlerische Ausbildung in Paris fort, wo sie die Académie de la Grande Chaumière besuchte. Während ihres Aufenthalts in Paris wurde sie Teil der dortigen Künstlergemeinschaft, besuchte Museen und Ausstellungen, lernte unter anderen Lucien Simon, Amedeo Modigliani und Émile-René Ménard, dessen Schülerin sie wurde, sowie portugiesische Maler wie Manuel Jardim, Manuel Bentes, Francisco Smith und Eduardo Afonso Viana kennen. Sie begann, neue Techniken zu erkunden und die neuen künstlerischen Avantgarde-Bewegungen zu verfolgen. Später setzte sie ihre Studien in Düsseldorf fort, wo sie Privatunterricht in Lithografie bei Willy Spatz nahm und nach Belgien, Italien und in die Niederlande reiste.
1909 kehrte sie nach Portugal zurück, lebte in Lapa und besuchte die kulturellen Salons und Kinos der Lissabonner Innenstadt, fast immer in Begleitung ihrer Schwester Jeanne und ihrer Freundin Alice Rey Colaço. Nach Ausrufung der Ersten Portugiesischen Republik rebellierte sie gegen den Konservatismus der Gesellschaft und die Konventionalismen in der Kunst und schloss sich der aufkommenden modernistischen Bewegung in Portugal an. Sie nahm an den Ausstellungen der Sociedade Nacional de Belas Artes von 1910 und 1911 teil, wo sie mehrfach ausgezeichnet wurde, und an den Exposições de Humoristas e Modernistas von 1913 bis 1926 und der Ausstellung der Cinco Independentes 1923 teil, anfangs als einzige Frau. Sie war auch eine der wenigen Künstlerinnen ihrer Generation, die Einzelausstellungen ihrer Werke organisierte.
Possoz begann im gleichen Zeitraum als Plakat- und Bühnenbildnerin für das Theaterstück Zilda von Alfredo Cortês (1921) und als Illustratorin für zahlreiche Publikationen wie die Zeitschriften ABC, Athena, Contemporânea, Diário de Lisboa, A Civilização oder Ilustração Portuguesa zu arbeiten, wobei sie verschiedene Techniken wie Holzschnitt, Lithografie, Aquarell, Radierung und Kaltnadelradierung verwendete. Sie illustrierte Kurzgeschichten und Romane wie O Jardim das Mestras (1914) von Manoel de Sousa Pinto, As desgraças de uma família persa (1922) und As Bonecas (1923) von Jane Bensaude, As Viagens Aventurosas de Felício e Felizarda ao Pólo Norte (1922) von Ana de Castro Osório, As rosas do menino Jesus (1923) von Maria Benedita Mouzinho de Albuquerque Pinho oder „Theatro para Creanças“ (1923) von Maria Paula Azevedo.
1919 lernte Possoz den Maler Eduardo Viana kennen, mit dem sie sich verlobte und nach dem Ersten Weltkrieg, 1922, in Paris niederließ. Während dieses zweiten Aufenthalts in Frankreich wurde Possoz aktives und einziges weibliches Mitglied der Gesellschaft Jeune Gravure Contemporaine, stellte im Musée National d’Art Moderne und in der Galerie Marcel Guiot in Paris aus und freundete sich mit dem japanischen Künstler Tsuguharu Foujita an, mit dem sie Spielzeuge entwickelte, die in einigen seiner Lithografien und Radierungen zu sehen sind. Trotz ihres Erfolges wurde das Paar 1922 von der Sociedade Nacional de Belas Artes zur Aufnahme in die Ausstellung abgelehnt, da Possoz den Konservatismus und die künstlerische Rückständigkeit der Künstlervereinigung kritisiert hatte. Viana, der bereits Mitglied der Gesellschaft war und dem noch nie eine Ausstellung verweigert worden war, beschloss daraufhin, eine „Ausstellung für Künstler der Moderne und der Avantgarde“ zu organisieren, indem er den I Salão de Outono (1925) ins Leben rief, in dem Possoz mehrere Werke ausstellte. Viana löste 1926 die Verlobung abrupt auf und ging nach Brüssel. Zwei Jahre später nahmen sie ihre Beziehung wieder auf, doch 1930 endete sie erneut. Possoz blieb bis 1937 in Paris und besuchte gelegentlich Portugal, um auszustellen oder Familienmitglieder zu besuchen. Im selben Jahr nahm sie an der Exposition Internationale des Arts et Techniques dans la Vie Moderne und an einer Ausstellung französischer Druckgraphik in Cleveland teil, die ihr eine Goldmedaille einbrachte und den Erwerb ihrer Werke für das Cleveland Museum of Art.
Nach ihrer Rückkehr nach Portugal zog sie nach Sintra, in die Nähe des Stadtzentrums. 1940 gehörte sie zu den Künstlern, die von José Ângelo Cottinelli Telmo eingeladen wurden, um die Pavillons der Exposição do Mundo Português auszugestalten, wo sie den „Japanischen Saal“ übernahm, für den sie sich von der Kunst der Namban Boshi-Wandschirme inspirieren ließ. Sie widmete sich hauptsächlich der Ölmalerei und Aquarellen, wobei sie gelegentlich mit der Zeitschrift Panorama (1941–1949) oder mit der Companhia Portuguesa de Bailado Verde Gaio zusammenarbeitete, wo sie 1943 ihr Debüt als Kostümbildnerin für das Ballett D. Sebastião gab. Sie nahm an verschiedenen Ausstellungen moderner Kunst teil, die vom Secretariado de Propaganda Nacional des Estado Novo organisiert wurden. 1944 erhielt sie den Prémio Souza-Cardoso und 1951 den Prémio Columbano.
In den fünfziger und sechziger Jahren begann sie auf Einladung ihres Nachbarn und Freundes Bartolomeu Cid dos Santos mit der Sociedade Cooperativa de Gravadores Portugueses zusammenzuarbeiten, deren Mitglied sie bis zu ihrem Lebensende blieb. Sie lernte den Kunstsammler Joaquim Machaz kennen, der mehrere Gemälde für die Dekoration des Hotels Tivoli nach der Renovierung durch den Architekten Porfírio Pardal Monteiro in Auftrag gab, und begann, mehreren Schülern privaten Malunterricht zu geben. Sie schuf weiterhin Illustrationen für Bücher wie Bom Dia Tristeza (1954) von Françoise Sagan und Mascarados e máscaras populares de Trás-os-Montes (1960) von Sebastião Pessanha, veranstaltete ihre dritte Einzelausstellung in der Galeria Diário de Notícias, stellte in den Rathäusern von Sintra und Almada aus und unterstützte junge Künstler, die zum ersten Mal in verschiedenen Räumen ausstellten.
Possoz starb 1968 in Lissabon im Haus ihrer Schwester. 1969 wurde eine Retrospektive zu ihren Ehren veranstaltet. Sie ist in öffentlichen und privaten Sammlungen in Portugal, Belgien, dem Vereinigten Königreich und den Vereinigten Staaten vertreten, unter anderem im Centro de Arte Moderna Gulbenkian, der Fundação Calouste Gulbenkian und dem Museu Nacional de Arte Contemporânea do Chiado.